# Football Club de Metz 2018-2019
Questa voce raccoglie le informazioni riguardanti il Football Club de Metz nelle competizioni ufficiali della stagione 2018-2019.

## Stagione
Terminata la stagione precedente con la retrocessione dalla Ligue 1, per la stagione 2018-2019 il Metz riparte dalla Ligue 2. La retrocessione determina importanti cambiamenti nella rosa e nello staff tecnico della formazione granata.
Il primo a congedarsi dalla squadra è il tecnico Frédéric Hantz che, il 16 maggio, di comune accordo con la dirigenza, lascia la panchina del Metz dopo soli 7 mesi, senza essere riuscito ad evitare la retrocessione del club. Con lui lascia anche il suo vice Arnaud Cormier. Pochi giorni dopo, il Metz annuncia che il nuovo allenatore sarà Frédéric Antonetti, il quale firma un contratto triennale, accompagnato dal suo storico vice, Jean-Marie De Zerbi.
Per quanto riguarda i giocatori, sin dal mese di giugno si assiste ad un esodo da parte dei più rappresentativi della squadra. I primi a lasciare la squadra sono il bomber Nolan Roux, che si accasa al Guingamp, e Thomas Didillon, che si trasferisce a titolo definitivo all'Anderlecht. Contestualmente, la dirigenza del Metz annuncia la volontà di non rinnovare il contratto in scadenza del portiere Eiji Kawashima, e con lui lasciano il club per fine contratto anche Milan Biševac, Yann Jouffre, Julian Palmieri, Benoît Assou-Ekotto, Théodore Efouba Ayissi, Lemouya Goudiaby e Jānis Ikaunieks, mentre Fallou Diagne, Georges Mandjeck e Danijel Milićević ritornano alle rispettive squadre per fine prestito. A luglio si consumano altre due cessioni di rilievo: a lasciare il Metz sono infatti Florent Mollet, che si trasferisce al Montpellier e Moussa Niakhaté, che passa al Magonza per 10 milioni di euro, cifra che fa di lui la seconda cessione più remunerativa della storia del Metz, dopo quella di Ismaïla Sarr l'anno prima per 17 milioni. Il portiere Quentin Beunardeau viene invece ceduto ai portoghesi del CD Aves.
Per quanto riguarda il mercato in entrata, il primo acquisto del Metz è il centrocampista Marvin Gakpa, preso dall'US Quevillaise. Pochi giorni dopo, per rimpiazzare i partenti Kawashima e Didillon, il Metz annuncia l'arrivo del portiere Alexandre Oukidja, svincolatosi dallo Strasburgo. Il terzo acquisto della squadra è invece il terzino lussemburghese Laurent Jans, preso dal Waasland-Beveren, a cui fanno seguito gli acquisti di altri tre difensori: John Boye dal Sivasspor, Mamadou Fofana dall'Alanyaspor e Stophira Sunzu dal LOSC Lille. Rietrano dai prestiti il centrocampista Gauthier Hein e l'attaccante Habib Diallo, provenienti rispettivamente da Tours e Brest. A centrocampo si segnala l'arrivo in prestito del promettente centrocampista Habib Maïga dal Saint-Étienne. Dalla Génération Foot, squadra senegalese partner del Metz, arrivano i giovani Cheikh Tidiane Sabaly, centrocampista, e Amadou N'Diaye, attaccante. Come secondo portiere viene comprato Paul Delecroix, svincolatosi dal Lorient. Particolarmente rilevante, e contrario ad ogni aspettativa, è invece il riscatto dallo Standard Liegi del centrocampista Mathieu Dossevi, terzo miglior assist-man nella precedente Ligue 1, nonostante le molte richieste dalla prima divisione francese. Il giocatore viene comunque poi ceduto al Tolosa il successivo 2 agosto. A fine luglio arrivano i centrocampisti Jamiro Monteiro a titolo definitivo dall'Heracles Almelo e Victorien Angban in prestito dal Chelsea. Il 20 agosto il Metz annuncia l'arrivo dal Mazembe dell'attaccante maliano Adama Traoré. Come ultimo rinforzo, il 30 agosto il Metz acquista Thomas Delaine dal Paris FC. A settembre, Nicolas Basin viene ceduto in prestito all'Avranches M.S.M., formazione militante nello Championnat National.
L'inizio di stagione per il Metz è positivo. La squadra vince, infatti, le prime sei partite di campionato, raggiungendo così la vetta solitaria della classifica. Nel corso del girone di andata il Metz si conferma la prima forza del campionato: alla 19ª giornata, infatti, i granata sono primi in classifica con 44 punti.
Nel mese di dicembre l'allenatore Antonetti lascia momentaneamente la panchina del Metz a causa di problemi familiari, pur conservando l'incarico di allenatore. A sostituirlo sono il suo vice De Zerbi ed il collaboratore tecnico Vincent Hognon.
Il prosieguo della stagione vede il Metz mantenere costantemente il primo posto in classifica: il 26 aprile 2019, a tre gare dalla fine del campionato, il Metz conquista la promozione matematica in Ligue 1, grazie alla vittoria esterna contro il Red Star. La vittoria del campionato di Ligue 2 arriva invece il turno seguente, col successo per 3-0 contro il Valenciennes.

## Organizzazione
Organigramma societario
- Presidente: Bernard Serin
- Vicepresidente: Carlo Molinari, Jean-Luc Muller
- Direttore Generale: Hélène Schrub
- Direttore sportivo: Philippe Gaillot
- Capo osservatori: Frédéric Arpinon
- Responsabile tecnico della formazione: Sébastien Muet
- Assistente esecutivo: Delphine Kreutzer
- Analista video: Maxime Bouffaut
- Direttore finanziario: Jean-Yves Costa
- Direttore commerciale: Yann Kaysen
- Assistente commerciale: Léonie Sallerin
- Responsabile biglietteria ed eventi: Bertrand Fenot
- Responsabile pubblicità: Maryline Bani Frentzel
- Responsabile comunicazione: Julie Decker
- Responsabile organizzazione e sicurezza stadio: Jean-François Girard

Staff tecnico
- Allenatore : Frédéric Antonetti
- Viceallenatore : Jean-Marie De Zerbi
- Collaboratore tecnico : Vincent Hognon
- Preparatore atletico : Hugo Cabouret
- Preparatore portieri : Christophe Marichez

Staff medico
- Medico sociale : Jacques Muller
- Medico sociale : André Marie

## Rosa
Rosa aggiornata all'11 giugno 2019.
| N. |                           | Ruolo | Calciatore            |
| -- | ------------------------- | ----- | --------------------- |
| 1  | Francia (bandiera)        | P     | Paul Delecroix        |
| 2  | Capo Verde (bandiera)     | C     | Jamiro Monteiro       |
| 3  | Francia (bandiera)        | D     | Matthieu Udol         |
| 5  | Costa d'Avorio (bandiera) | C     | Victorien Angban      |
| 5  | Argentina (bandiera)      | C     | Gerónimo Poblete      |
| 6  | Mali (bandiera)           | D     | Mamadou Fofana        |
| 7  | Senegal (bandiera)        | A     | Ibrahima Niane        |
| 8  | Francia (bandiera)        | C     | Gauthier Hein         |
| 9  | Mali (bandiera)           | A     | Adama Traoré          |
| 10 | Francia (bandiera)        | C     | Marvin Gakpa          |
| 11 | Senegal (bandiera)        | A     | Opa Nguette           |
| 12 | Senegal (bandiera)        | C     | Cheikh Tidiane Sabaly |
| 13 | Zambia (bandiera)         | D     | Stophira Sunzu        |
| 14 | Gambia (bandiera)         | C     | Ablie Jallow          |
| 15 | Serbia (bandiera)         | D     | Vahid Selimovic       |
| 16 | Algeria (bandiera)        | P     | Alexandre Oukidja     |
| 17 | Togo (bandiera)           | C     | Mathieu Dossevi       |
| 17 | Francia (bandiera)        | D     | Thomas Delaine        |

| N. |                        | Ruolo | Calciatore        |
| -- | ---------------------- | ----- | ----------------- |
| 18 | Lussemburgo (bandiera) | A     | Vincent Thill     |
| 19 | Mali (bandiera)        | C     | Habib Maïga       |
| 20 | Senegal (bandiera)     | A     | Habib Diallo      |
| 21 | Ghana (bandiera)       | D     | John Boye         |
| 22 | Francia (bandiera)     | D     | Nicolas Basin     |
| 23 | Senegal (bandiera)     | A     | Amadou N'Diaye    |
| 24 | Francia (bandiera)     | C     | Renaud Cohade     |
| 25 | Spagna (bandiera)      | D     | Iván Balliu       |
| 27 | Algeria (bandiera)     | C     | Farid Boulaya     |
| 28 | Francia (bandiera)     | D     | Jonathan Rivierez |
| 29 | Francia (bandiera)     | A     | Emmanuel Rivière  |
| 31 | Lussemburgo (bandiera) | D     | Laurent Jans      |
| 34 | Francia (bandiera)     | C     | Lilian Fournier   |
| 35 | Francia (bandiera)     | D     | Dylan Lempereur   |
| 36 | Francia (bandiera)     | D     | Vincent Peugnet   |
|    | Senegal (bandiera)     | D     | Mohamed Kané      |
|    | Francia (bandiera)     | C     | Alexis Larriere   |

## Calciomercato

### Sessione estiva
| Acquisti         | Acquisti              | Acquisti                   | Acquisti      |
| R.               | Nome                  | da                         | Modalità      |
| ---------------- | --------------------- | -------------------------- | ------------- |
| C                | Marvin Gakpa          | Union Sportive Quevillaise | definitivo    |
| P                | Alexandre Oukidja     |                            | svincolato    |
| D                | Laurent Jans          | Waasland-Beveren           | definitivo    |
| D                | John Boye             | Sivasspor Kulübü           | definitivo    |
| C                | Mathieu Dossevi       | Standard Liegi             | definitivo    |
| D                | Mamadou Fofana        | Alanyaspor                 | definitivo    |
| C                | Cheikh Tidiane Sabaly | Génération Foot            | definitivo    |
| A                | Amadou N'Diaye        | Génération Foot            | definitivo    |
| C                | Habib Maïga           | Saint-Étienne              | prestito      |
| P                | Paul Delecroix        |                            | svincolato    |
| D                | Stophira Sunzu        | LOSC Lille                 | definitivo    |
| C                | Jamiro Monteiro       | Heracles Almelo            | definitivo    |
| C                | Victorien Angban      | Chelsea                    | prestito      |
| A                | Adama Traoré          | Mazembe                    | definitivo    |
| D                | Thomas Delaine        | Paris FC                   | definitivo    |
| Altre operazioni |                       |                            |               |
| R.               | Nome                  | da                         | Modalità      |
| C                | Gauthier Hein         | Tours Football Club        | fine prestito |
| A                | Habib Diallo          | Stade Brestois 29          | fine prestito |

| Cessioni | Cessioni               | Cessioni         | Cessioni      |
| R.       | Nome                   | a                | Modalità      |
| -------- | ---------------------- | ---------------- | ------------- |
| P        | Thomas Didillon        | Anderlecht       | definitivo    |
| A        | Nolan Roux             | Guingamp         | definitivo    |
| P        | Quentin Beunardeau     | CD Aves          | definitivo    |
| D        | Moussa Niakhaté        | Magonza          | definitivo    |
| C        | Florent Mollet         | Montpellier      | definitivo    |
| C        | Mathieu Dossevi        | Tolosa           | definitivo    |
| C        | Vincent Thill          | Pau              | prestito      |
| C        | Gerónimo Poblete       | San Lorenzo      | prestito      |
| D        | Nicolas Basin          | Avranches M.S.M. | prestito      |
| D        | Fallou Diagne          | Werder Brema     | fine prestito |
| C        | Georges Mandjeck       | Sparta Praga     | fine prestito |
| C        | Danijel Milićević      | Gent             | fine prestito |
| D        | Milan Biševac          |                  | svincolato    |
| C        | Yann Jouffre           |                  | svincolato    |
| P        | Eiji Kawashima         |                  | svincolato    |
| D        | Julian Palmieri        |                  | svincolato    |
| D        | Benoît Assou-Ekotto    |                  | svincolato    |
| D        | Théodore Efouba Ayissi |                  | svincolato    |
| D        | Lemouya Goudiaby       |                  | svincolato    |
| D        | Jānis Ikaunieks        |                  | svincolato    |

### Sessione invernale
| Acquisti | Acquisti | Acquisti | Acquisti |
| R.       | Nome     | da       | Modalità |
| -------- | -------- | -------- | -------- |

| Cessioni | Cessioni        | Cessioni           | Cessioni   |
| R.       | Nome            | a                  | Modalità   |
| -------- | --------------- | ------------------ | ---------- |
| D        | Vahid Selimovic | Apollon Limassol   | definitivo |
| A        | Adama Traoré    | Orléans            | prestito   |
| D        | Jamiro Monteiro | Philadelphia Union | prestito   |

## Risultati

### Ligue 2

#### Girone di andata
| Arbitro: | Eric Wattellier |

|  |           |           |
|  | Marcatori | Niane 13’ |

| Arbitro: | Aurélien Petit |

|                                         |           |          |
| Boulaya 19’ Diallo 33’, 47’, 57’, 90+1’ | Marcatori | Tell 50’ |

| Arbitro: | Pierre Gaillouste |

|                         |           |                                  |
| Pereira Lage 7’ Aye 58’ | Marcatori | Niane 61’ Diallo 76’ Boulaya 88’ |

| Arbitro: | Hakim Been El Hadj |

|                                 |           |             |
| Diallo 43’ 71’ (rig.) Niane 83’ | Marcatori | Gimbert 76’ |

| Arbitro: | Ruddy Buquet |

|  |           |            |
|  | Marcatori | Angban 40’ |

| Arbitro: | Florent Batta |

|                        |           |  |
| Diallo 48’ Niane 90+4’ | Marcatori |  |

| Arbitro: | Mikael Lesage |

|           |           |                                    |
| Aabid 74’ | Marcatori | Nguette 67’ Diallo 80’ Rivière 83’ |

| Arbitro: | Pierre Gaillouste |

|                              |           |            |
| Perraud 12’ Sunzu 45’ (aut.) | Marcatori | Diallo 47’ |

| Arbitro: | Bartolomeu Varela |

|  |           |            |
|  | Marcatori | Ferhat 61’ |

| Arbitro: | Romain Lissorgue |

|                     |           |                                |
| Rivierez 71’ (aut.) | Marcatori | Boulaya 55’ Nguette 78’ (rig.) |

| Arbitro: | Jérémie Pignard |

|                                    |           |  |
| Diallo 29’ Sunzu 80’ Nguette 90+4’ | Marcatori |  |

| Lorient 26 ottobre 2018, ore 20:00 CEST 12ª giornata | Lorient       | 0 – 0 referto | Metz | Stade du Moustoir (9 392 spett.)\| Arbitro: \| Mikael Lesage \| |
| Arbitro:                                             | Mikael Lesage |               |      |                                                                 |

| Arbitro: | Mehdi Mokhtari |

|  |           |              |
|  | Marcatori | Dugimont 32’ |

| Arbitro: | Faouzi Benchabane |

|              |           |                              |
| Tounkara 11’ | Marcatori | Rivière 15’ (rig.) Niane 65’ |

| Arbitro: | Stéphanie Frappart |

|                   |           |  |
| Diallo 22’ (rig.) | Marcatori |  |

| Arbitro: | Mikael Lesage |

|                  |           |             |
| Vandenabeele 36’ | Marcatori | Nguette 20’ |

| Arbitro: | Sylvain Palhies |

|                       |           |  |
| Diallo 54’ 77’ (rig.) | Marcatori |  |

| Arbitro: | Yohann Rouinsard |

|  |           |                               |
|  | Marcatori | Diallo 61’ (rig.) Boulaya 76’ |

| Arbitro: | Olivier Thual |

|                         |           |  |
| Niane 41’ 81’ Maïga 74’ | Marcatori |  |

#### Girone di ritorno
| Arbitro: | Bartolomeu Varela |

|  |           |             |
|  | Marcatori | Boulaya 34’ |

| Arbitro: | Alexandre Perreau Niel |

|           |           |                     |
| Maiga 58’ | Marcatori | Ayé 23’ Honorat 77’ |

| Ajaccio 25 gennaio 2019, ore 20:00 CEST 22ª giornata | Ajaccio         | 0 – 0 referto | Metz | Stade François Coty (2 314 spett.)\| Arbitro: \| Sylvain Palhies \| |
| Arbitro:                                             | Sylvain Palhies |               |      |                                                                     |

| Arbitro: | Nicolas Rainville |

|           |           |             |
| Sunzu 40’ | Marcatori | Fortuné 62’ |

| Lens 9 febbraio 2019, ore 15:00 CEST 24ª giornata | Lens          | 0 – 0 referto | Metz | Stadio Bollaert-Delelis (24 941 spett.)\| Arbitro: \| Willy Delajod \| |
| Arbitro:                                          | Willy Delajod |               |      |                                                                        |

| Arbitro: | Bartolomeu Varela |

|           |           |  |
| Niane 60’ | Marcatori |  |

| Arbitro: | Johan Hamel |

|                       |           |  |
| Diallo 19’ (rig.) 57’ | Marcatori |  |

| Arbitro: | François Letexier |

|                                |           |                         |
| Ferhat 21’ Kadewere 61’ (rig.) | Marcatori | Boulaya 63’ Nguette 73’ |

| Arbitro: | Jérémie Pignard |

|                   |           |                    |
| Diallo 75’ (rig.) | Marcatori | Navarro 81’ (rig.) |

| Arbitro: | Arnaud Baert |

|  |           |                                  |
|  | Marcatori | Diallo 40’ Gakpa 50’ Boulaya 52’ |

| Arbitro: | Olivier Thual |

|                             |           |                    |
| Diallo 30’ (rig.) Gakpa 77’ | Marcatori | Claude Maurice 82’ |

| Auxerre 6 aprile 2019, ore 15:00 CEST 31ª giornata | Auxerre           | 0 – 0 referto | Metz | Stadio Abbé-Deschamps (5 415 spett.)\| Arbitro: \| Faouzi Benchabane \| |
| Arbitro:                                           | Faouzi Benchabane |               |      |                                                                         |

| Arbitro: | William Lavis |

|                       |           |            |
| Diallo 31’ (rig.) 40’ | Marcatori | Diarra 88’ |

| Arbitro: | Sylvian Palhies |

|  |           |                    |
|  | Marcatori | Boye 54’ Niane 76’ |

| Arbitro: | Pierre Gaillouste |

|          |           |            |
| Niane 9’ | Marcatori | Sotoca 20’ |

| Arbitro: | Aurélien Petit |

|            |           |                               |
| Camara 45’ | Marcatori | Diallo 21’ (rig.) Nguette 90’ |

| Arbitro: | Benjamin Lepaysant |

|                                   |           |  |
| Nguette 17’ Diallo 25’ 30’ (rig.) | Marcatori |  |

| Arbitro: | Willy Delajod |

|           |           |  |
| Bassi 34’ | Marcatori |  |

| Arbitro: | Yohann Rouinsard |

|            |           |  |
| Diallo 17’ | Marcatori |  |

#### Preliminari
| Sarreguemines 18 novembre 2018, ore 14:00 CET Settimo turno                                                                                           | Sarreguemines        | 1 – 1 (d.t.s.)               | Metz | Stade de la Blies |
| \| \| \| \| \| Simpara 64’ \| Marcatori \| Niane 45+1’ (rig.) \| \| Coignard Ouadah Redjam \| Tiri di rigore 1 – 4 \| Niane Balliu Rivierez Ndiaye \| |                      |                              |      |                   |
| |                      |                              |      |                   |
| Simpara 64’ | Marcatori            | Niane 45+1’ (rig.)           |      |                   |
| Coignard Ouadah Redjam | Tiri di rigore 1 – 4 | Niane Balliu Rivierez Ndiaye |      |                   |

| Oissel 9 dicembre 2018, ore 13:30 CET Ottavo turno | CMS Oissel | 0 – 1     | Metz | Stade Marcel-Billard |
| \| \| \| \| \| \| Marcatori \| Gakpa 32’ \|        |            |           |      |                      |
|                                                    |            |           |      |                      |
|                                                    | Marcatori  | Gakpa 32’ |      |                      |

#### Fase ad eliminazione diretta
| San Quintino 5 gennaio 2019, ore 18:00 CET Trentaduesimi di finale    | Olympique Saint-Quentin | 1 – 2 (d.t.s.)         | Metz | Stade Paul-Debrésie |
| \| \| \| \| \| Cambrone 50’ \| Marcatori \| Cohade 45’ Balliu 101’ \| |                         |                        |      |                     |
|                                                                       |                         |                        |      |                     |
| Cambrone 50’                                                          | Marcatori               | Cohade 45’ Balliu 101’ |      |                     |

| Fontvieille 22 gennaio 2019, ore 21:00 CET Sedicesimi di finale           | Monaco    | 1 – 3                        | Metz | Stade Louis II |
| \| \| \| \| \| Falcao 40’ \| Marcatori \| Hein 32’ Gakpa 62’ Niane 74’ \| |           |                              |      |                |
|                                                                           |           |                              |      |                |
| Falcao 40’                                                                | Marcatori | Hein 32’ Gakpa 62’ Niane 74’ |      |                |

| Metz 5 febbraio 2019, ore 18:30 CET Ottavi di finale   | Metz      | 0 – 1                | Orléans | Stade Saint-Symphorien |
| \| \| \| \| \| \| Marcatori \| Lecoeuche 20’ (rig.) \| |           |                      |         |                        |
|                                                        |           |                      |         |                        |
|                                                        | Marcatori | Lecoeuche 20’ (rig.) |         |                        |

| Arbitro: | Mehdi Mokhtari |

|                                |           |             |
| Niane 71’ (rig.), 90+5’ (rig.) | Marcatori | Chergui 17’ |

| Arbitro: | Olivier Thual |

|                          |                      |                                    |
| Ba 86’                   | Marcatori            | Jallow 45+2’                       |
| Ba Fortune Chouiar Gomis | Tiri di rigore 3 – 5 | Niane Gakpa Balliu Rivierez Diallo |

| Arbitro: | Nicolas Rainville |

|             |           |                           |
| Rivière 70’ | Marcatori | Niane 5’ (aut.) Otero 72’ |

## Statistiche

### Statistiche di squadra
Statistiche aggiornate al 18 maggio 2019.
| Competizione      | Punti | In casa | In casa | In casa | In casa | In casa | In casa | In trasferta | In trasferta | In trasferta | In trasferta | In trasferta | In trasferta | Totale | Totale | Totale | Totale | Totale | Totale | DR |
| Competizione      | Punti | G       | V       | N       | P       | Gf      | Gs      | G            | V            | N            | P            | Gf           | Gs           | G      | V      | N      | P      | Gf     | Gs     | DR |
| ----------------- | ----- | ------- | ------- | ------- | ------- | ------- | ------- | ------------ | ------------ | ------------ | ------------ | ------------ | ------------ | ------ | ------ | ------ | ------ | ------ | ------ | -- |
| Ligue 2           | 81    | 19      | 13      | 3       | 3       | 34      | 11      | 19           | 11           | 6            | 2            | 26           | 12           | 38     | 24     | 9      | 5      | 60     | 23     | 37 |
| Coupe de France   | -     | 1       | 0       | 0       | 1       | 0       | 1       | 4            | 2            | 2            | 0            | 7            | 3            | 5      | 2      | 2      | 1      | 7      | 4      | 3  |
| Coupe de la Ligue | -     | 2       | 1       | 0       | 1       | 3       | 3       | 1            | 0            | 1            | 0            | 1            | 1            | 3      | 1      | 1      | 1      | 4      | 4      | 0  |
| Totale            | -     | 22      | 14      | 3       | 5       | 37      | 15      | 24           | 13           | 9            | 2            | 34           | 16           | 46     | 27     | 12     | 7      | 71     | 31     | 40 |

### Andamento in campionato
| Giornata  | 1 | 2 | 3 | 4 | 5 | 6 | 7 | 8 | 9 | 10 | 11 | 12 | 13 | 14 | 15 | 16 | 17 | 18 | 19 | 20 | 21 | 22 | 23 | 24 | 25 | 26 | 27 | 28 | 29 | 30 | 31 | 32 | 33 | 34 | 35 | 36 | 37 | 38 |
| --------- | - | - | - | - | - | - | - | - | - | -- | -- | -- | -- | -- | -- | -- | -- | -- | -- | -- | -- | -- | -- | -- | -- | -- | -- | -- | -- | -- | -- | -- | -- | -- | -- | -- | -- | -- |
| Luogo     | T | C | T | C | T | C | T | T | C | T  | C  | T  | C  | T  | C  | T  | C  | T  | C  | T  | C  | T  | C  | T  | C  | C  | T  | C  | T  | C  | T  | C  | T  | C  | T  | C  | T  | C  |
| Risultato | V | V | V | V | V | V | V | P | P | V  | V  | N  | P  | V  | V  | N  | V  | V  | V  | V  | P  | N  | N  | N  | V  | V  | N  | N  | V  | V  | N  | V  | V  | N  | V  | V  | P  | V  |
| Posizione | 5 | 1 | 1 | 1 | 1 | 1 | 1 | 1 | 1 | 1  | 1  | 1  | 1  | 1  | 1  | 1  | 1  | 1  | 1  | 1  | 1  | 1  | 1  | 1  | 1  | 1  | 1  | 1  | 1  | 1  | 1  | 1  | 1  | 1  | 1  | 1  | 1  | 1  |

Fonte:  Classements, su lfp.fr, LFP.
Legenda:

Luogo: C = Casa; T = Trasferta. Risultato: V = Vittoria; N = Pareggio; P = Sconfitta.

### Statistiche dei giocatori
Sono in corsivo i calciatori che hanno lasciato la società a stagione in corso.
| Giocatore    | Ligue 1  | Ligue 1 | Ligue 1     | Ligue 1    | Coupe de France | Coupe de France | Coupe de France | Coupe de France | Coupe de la Ligue | Coupe de la Ligue | Coupe de la Ligue | Coupe de la Ligue | Totale   | Totale | Totale      | Totale     |
| Giocatore    | Presenze | Reti    | Ammonizioni | Espulsioni | Presenze        | Reti            | Ammonizioni     | Espulsioni      | Presenze          | Reti              | Ammonizioni       | Espulsioni        | Presenze | Reti   | Ammonizioni | Espulsioni |
| ------------ | -------- | ------- | ----------- | ---------- | --------------- | --------------- | --------------- | --------------- | ----------------- | ----------------- | ----------------- | ----------------- | -------- | ------ | ----------- | ---------- |
| P. Delecroix | 1        | 0       | 0           | 0          | 5               | -4              | 0               | 0               | 3                 | -4                | 0                 | 0                 | 9        | -8     | 0           | 0          |
| A. Oukidja   | 38       | -23     | 1           | 0          | 0               | 0               | 0               | 0               | 0                 | 0                 | 0                 | 0                 | 38       | -23    | 1           | 0          |
| M. Udol      | 5        | 0       | 0           | 0          | 0               | 0               | 0               | 0               | 0                 | 0                 | 0                 | 0                 | 5        | 0      | 0           | 0          |
| M. Fofana    | 32       | 0       | 5           | 0          | 4               | 0               | 0               | 0               | 3                 | 0                 | 1                 | 0                 | 39       | 0      | 6           | 0          |
| S. Sunzu     | 36       | 2       | 7           | 0          | 3               | 0               | 0               | 0               | 3                 | 0                 | 1                 | 0                 | 42       | 2      | 8           | 0          |
| V. Selimovic | 0        | 0       | 0           | 0          | 2               | 0               | 0               | 0               | 0                 | 0                 | 0                 | 0                 | 2        | 0      | 0           | 0          |
| T. Delaine   | 32       | 0       | 2           | 0          | 2               | 0               | 1               | 0               | 0                 | 0                 | 0                 | 0                 | 34       | 0      | 3           | 0          |
| J. Boye      | 36       | 1       | 8           | 0          | 1               | 0               | 0               | 0               | 2                 | 0                 | 1                 | 0                 | 39       | 1      | 9           | 0          |
| N. Basin     | 0        | 0       | 0           | 0          | 0               | 0               | 0               | 0               | 1                 | 0                 | 0                 | 0                 | 1        | 0      | 0           | 0          |
| I. Balliu    | 28       | 0       | 3           | 0          | 3               | 1               | 0               | 0               | 2                 | 0                 | 0                 | 0                 | 33       | 1      | 3           | 0          |
| J. Rivierez  | 17       | 0       | 4           | 1          | 3               | 0               | 0               | 0               | 1                 | 0                 | 0                 | 0                 | 21       | 0      | 4           | 1          |
| L. Jans      | 9        | 0       | 0           | 0          | 4               | 0               | 1               | 0               | 3                 | 0                 | 0                 | 0                 | 16       | 0      | 1           | 0          |
| J. Monteiro  | 3        | 0       | 0           | 0          | 1               | 0               | 0               | 0               | 3                 | 0                 | 2                 | 0                 | 7        | 0      | 2           | 0          |
| V. Angban    | 27       | 1       | 5           | 0          | 4               | 0               | 1               | 0               | 2                 | 0                 | 0                 | 0                 | 33       | 1      | 6           | 0          |
| G. Poblete   | 1        | 0       | 0           | 0          | 0               | 0               | 0               | 0               | 0                 | 0                 | 0                 | 0                 | 1        | 0      | 0           | 0          |
| G. Hein      | 3        | 0       | 1           | 0          | 4               | 1               | 1               | 0               | 1                 | 0                 | 0                 | 0                 | 8        | 1      | 2           | 0          |
| M. Gakpa     | 32       | 2       | 3           | 0          | 5               | 2               | 1               | 0               | 3                 | 0                 | 1                 | 0                 | 40       | 4      | 5           | 0          |
| C. Sabaly    | 0        | 0       | 0           | 0          | 1               | 0               | 1               | 0               | 0                 | 0                 | 0                 | 0                 | 1        | 0      | 1           | 0          |
| A. Jallow    | 8        | 0       | 0           | 0          | 3               | 0               | 0               | 0               | 1                 | 1                 | 0                 | 0                 | 12       | 1      | 0           | 0          |
| M. Dossevi   | 1        | 0       | 0           | 0          | 0               | 0               | 0               | 0               | 0                 | 0                 | 0                 | 0                 | 1        | 0      | 0           | 0          |
| H. Maïga     | 16       | 2       | 6           | 0          | 5               | 0               | 2               | 0               | 1                 | 0                 | 0                 | 0                 | 22       | 2      | 8           | 0          |
| R. Cohade    | 38       | 0       | 3           | 0          | 4               | 1               | 1               | 0               | 1                 | 0                 | 0                 | 0                 | 43       | 1      | 4           | 0          |
| F. Boulaya   | 37       | 7       | 3           | 0          | 5               | 0               | 0               | 0               | 2                 | 0                 | 0                 | 0                 | 44       | 7      | 3           | 0          |
| I. Niane     | 33       | 10      | 0           | 0          | 5               | 2               | 0               | 0               | 3                 | 2                 | 1                 | 0                 | 41       | 14     | 1           | 0          |
| A. Traoré    | 2        | 0       | 0           | 0          | 0               | 0               | 0               | 0               | 2                 | 0                 | 1                 | 0                 | 4        | 0      | 1           | 0          |
| O. Nguette   | 33       | 7       | 3           | 2          | 2               | 0               | 0               | 0               | 1                 | 0                 | 0                 | 0                 | 36       | 7      | 3           | 2          |
| V. Thill     | 0        | 0       | 0           | 0          | 0               | 0               | 0               | 0               | 0                 | 0                 | 0                 | 0                 | 0        | 0      | 0           | 0          |
| H. Diallo    | 37       | 26      | 6           | 0          | 3               | 0               | 0               | 0               | 3                 | 0                 | 0                 | 0                 | 43       | 26     | 6           | 0          |
| A. Ndiaye    | 0        | 0       | 0           | 0          | 1               | 0               | 0               | 0               | 0                 | 0                 | 0                 | 0                 | 1        | 0      | 0           | 0          |
| E. Rivière   | 15       | 2       | 2           | 0          | 1               | 0               | 0               | 0               | 1                 | 1                 | 0                 | 0                 | 17       | 3      | 2           | 0          |